# Saint-Julien-près-Bort
Pour les articles homonymes, voir Saint-Julien et Bort.
Saint-Julien-près-Bort est une ancienne commune française située dans le département de la Corrèze, en région Nouvelle-Aquitaine.
Au 1er janvier 2017, la commune de Saint-Julien-près-Bort fusionne avec celle de Sarroux, créant la commune nouvelle de Sarroux - Saint-Julien.

## Géographie

### Localisation
La commune est située au nord-est de la Corrèze, à proximité de deux départements de la région Auvergne-Rhône-Alpes : Cantal et Puy-de-Dôme. 
Les villes les plus proches sont Bort-les-Orgues (10 km à l'est) et Ussel (23 km au nord-ouest).

### Communes limitrophes
Saint-Julien-près-Bort est limitrophe de dix autres communes, dont trois dans le département du Cantal.
| Saint-Bonnet-près-Bort, Margerides | Thalamy                | Monestier-Port-Dieu             |
| Roche-le-Peyroux                   | Saint-Julien-près-Bort | Sarroux                         |
| Saint-Pierre (Cantal)              | Champagnac (Cantal)    | Bort-les-Orgues, Madic (Cantal) |

## Toponymie
Bort: Du gaulois boduo (Corneille) et ritu (gué).

## Histoire
Sous la Révolution française, pour suivre un décret de la Convention, la commune change de nom pour Julien-près-Bort.
Au 1er janvier 2017, la commune de Saint-Julien-près-Bort fusionne avec celle de Sarroux, créant la commune nouvelle de Sarroux - Saint Julien, les deux anciennes communes devenant déléguées. Cependant, lors du premier conseil municipal, le 2 janvier 2019, le maire de la commune nouvelle, Xavier Gruat, annonce la suppression des deux communes déléguées.

## Politique et administration

### Liste des maires
| Période                                  | Période       | Identité         | Étiquette     | Qualité                                                              |
| ---------------------------------------- | ------------- | ---------------- | ------------- | -------------------------------------------------------------------- |
| Les données manquantes sont à compléter. |               |                  |               |                                                                      |
|                                          |               | M. Demichel      | Rad. puis PPF | Conseiller d'arrondissement du canton de Bort-les-Orgues (1931-1940) |
|                                          |               |                  |               |                                                                      |
| avant 1988                               | mars 1995     | Marcel Bredèche  |               |                                                                      |
| mars 1995                                | mars 2014     | Gilbert Fournial | PS            |                                                                      |
| mars 2014                                | décembre 2016 | Xavier Gruat     | DVG           | Commerçant Élu maire de Sarroux - Saint Julien                       |

### Démographie
| 1793  | 1800  | 1806  | 1821  | 1831  | 1836  | 1841  | 1846  | 1851  |
| ----- | ----- | ----- | ----- | ----- | ----- | ----- | ----- | ----- |
| 1 452 | 1 470 | 1 344 | 1 448 | 1 513 | 1 395 | 1 538 | 1 610 | 1 476 |

| 1856  | 1861  | 1866  | 1872  | 1876  | 1881  | 1886  | 1891  | 1896  |
| ----- | ----- | ----- | ----- | ----- | ----- | ----- | ----- | ----- |
| 1 520 | 1 371 | 1 332 | 1 389 | 1 356 | 1 341 | 1 450 | 1 475 | 1 519 |

| 1901  | 1906  | 1911  | 1921  | 1926  | 1931  | 1936  | 1946 | 1954 |
| ----- | ----- | ----- | ----- | ----- | ----- | ----- | ---- | ---- |
| 1 533 | 1 523 | 1 511 | 1 140 | 1 134 | 1 107 | 1 109 | 615  | 612  |

| 1962 | 1968 | 1975 | 1982 | 1990 | 1999 | 2005 | 2006 | 2010 |
| ---- | ---- | ---- | ---- | ---- | ---- | ---- | ---- | ---- |
| 543  | 459  | 367  | 350  | 373  | 369  | 407  | 408  | 431  |

| 2015 | 2019 | - | - | - | - | - | - | - |
| ---- | ---- | - | - | - | - | - | - | - |
| 404  | 401  | - | - | - | - | - | - | - |

### Sports, animations et loisirs
L’Association Loisirs et Culture (A.L.C.) propose diverses activités pour petits et grands (gymnastique, belote, club informatique, mise en place d'un centre de loisirs, bibliothèque, etc.).
Un club de tennis de table évoluant au niveau régional se trouve aussi dans la commune.

## Culture locale et patrimoine

### Lieux et monuments

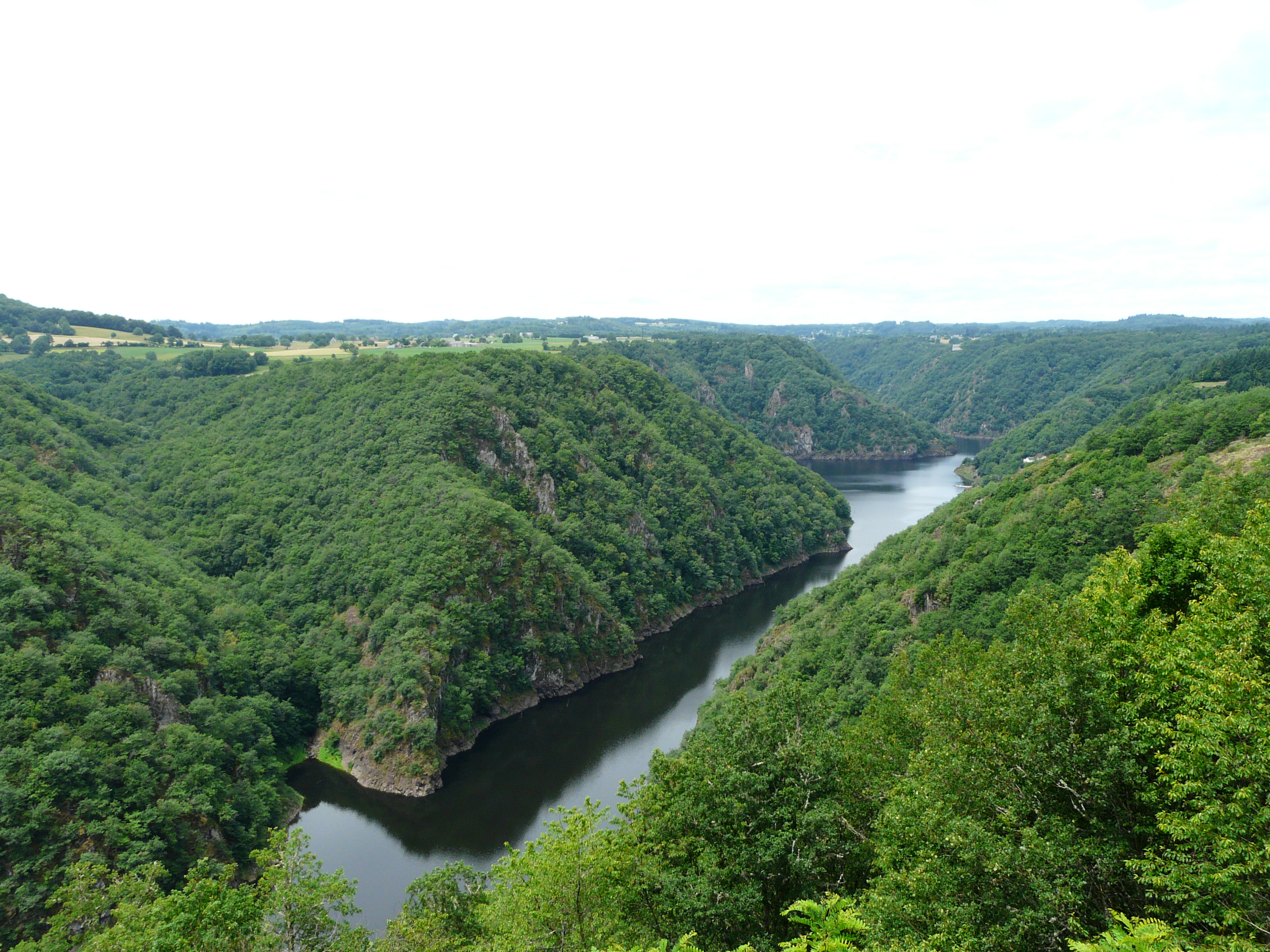
La Dordogne au site de Saint-Nazaire.

Promontoire situé au confluent de la Dordogne et de la Diège, isolé de toute habitation, le site de Saint Nazaire offre un point de vue privilégié des gorges de la Dordogne.

### Personnalités liées à la commune
Lieu de naissance du député de la IVe circonscription de la Manche, Claude Gatignol.

### Héraldique
| Blason de Saint-Julien-près-Bort | Blason  | D'azur à l'aigle d'argent soutenue de deux triangles vidés et entrelacés de même. |
| Blason de Saint-Julien-près-Bort | Détails | Armes des Langlade. Blason voté le 7 novembre 1986.                               |